# Feine Backware

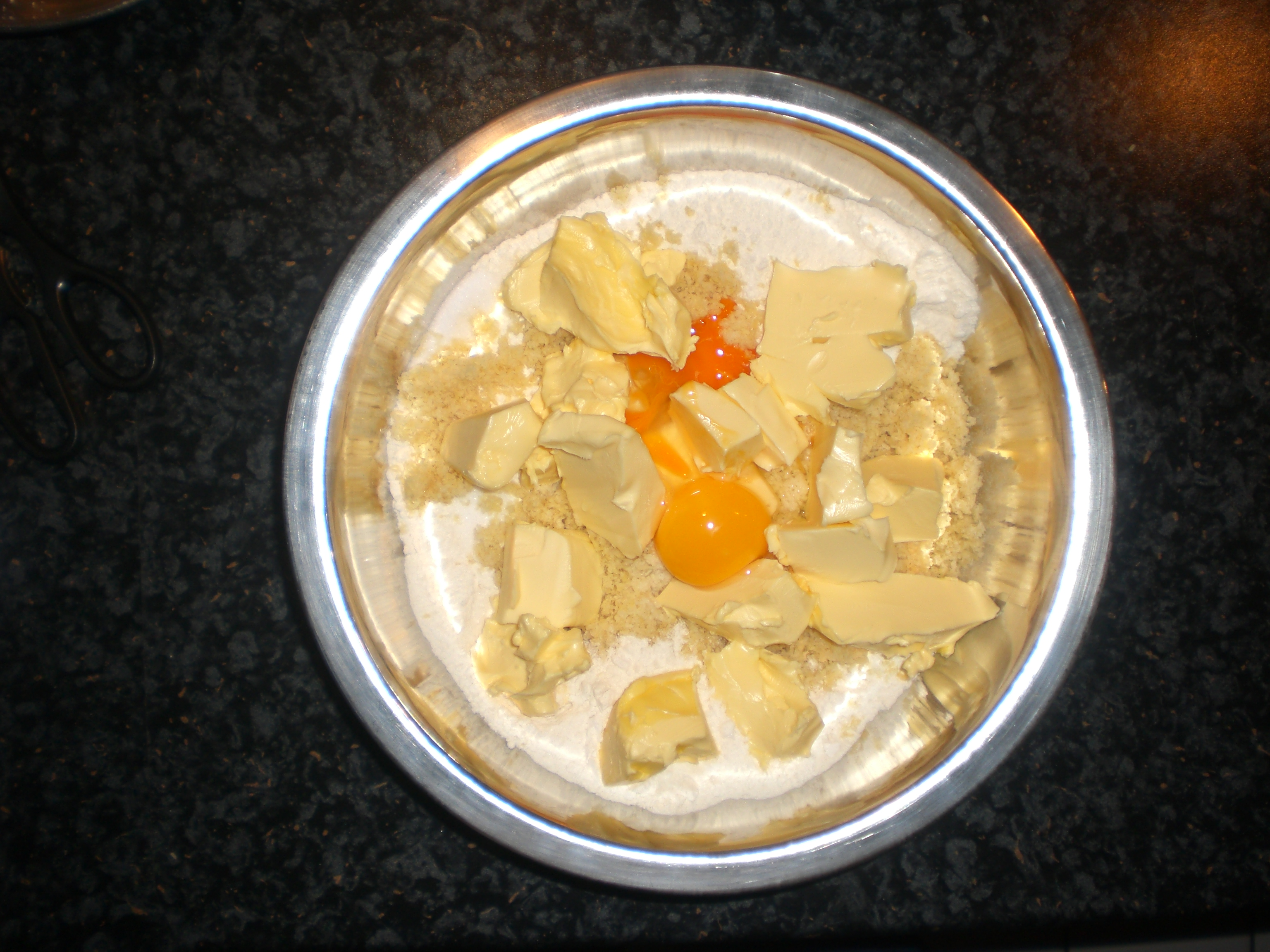
Mehl, Zucker, Mandeln, Butter, Eier für Plätzchen-Teig

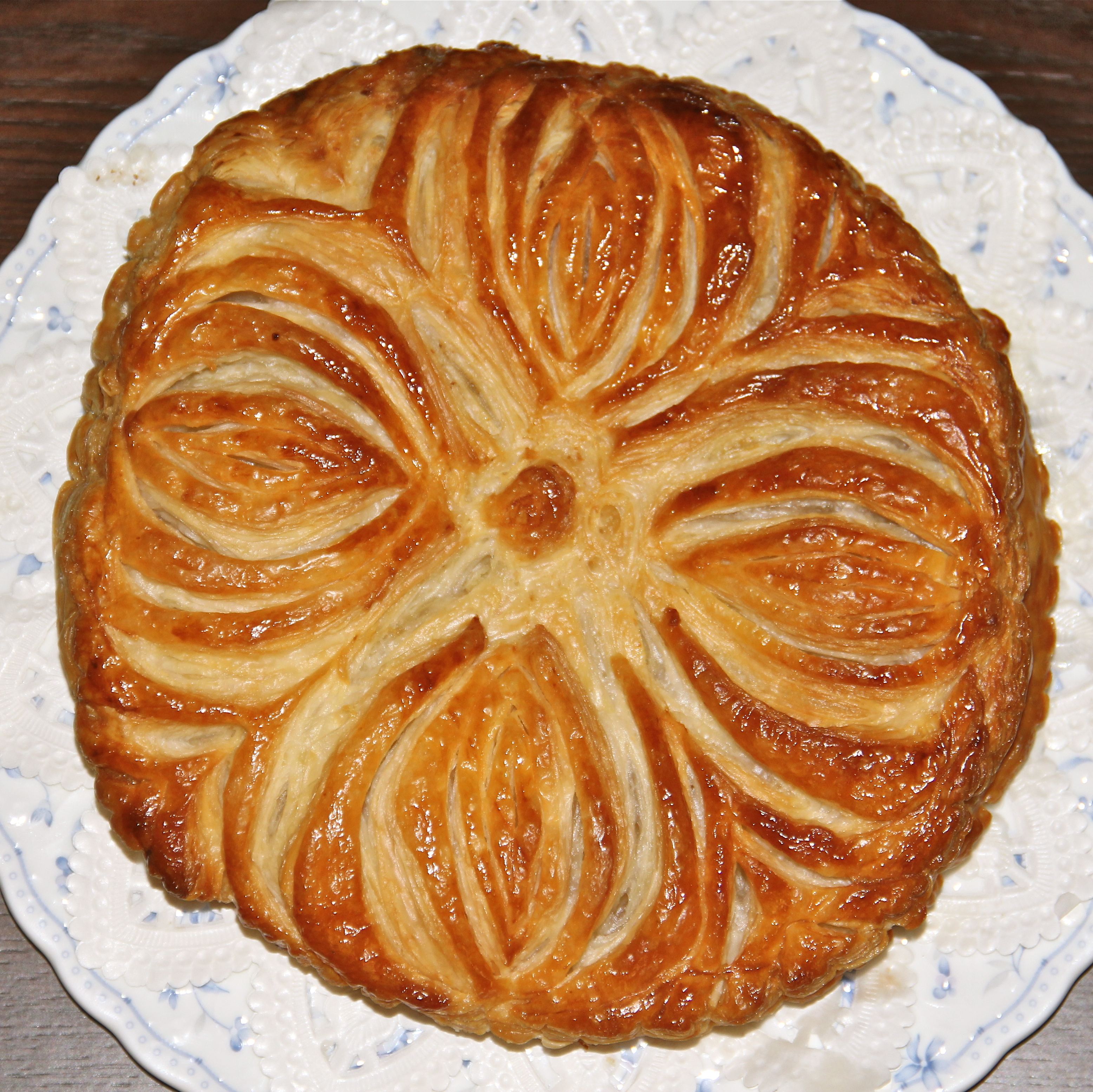
Königskuchen (Galette des rois)

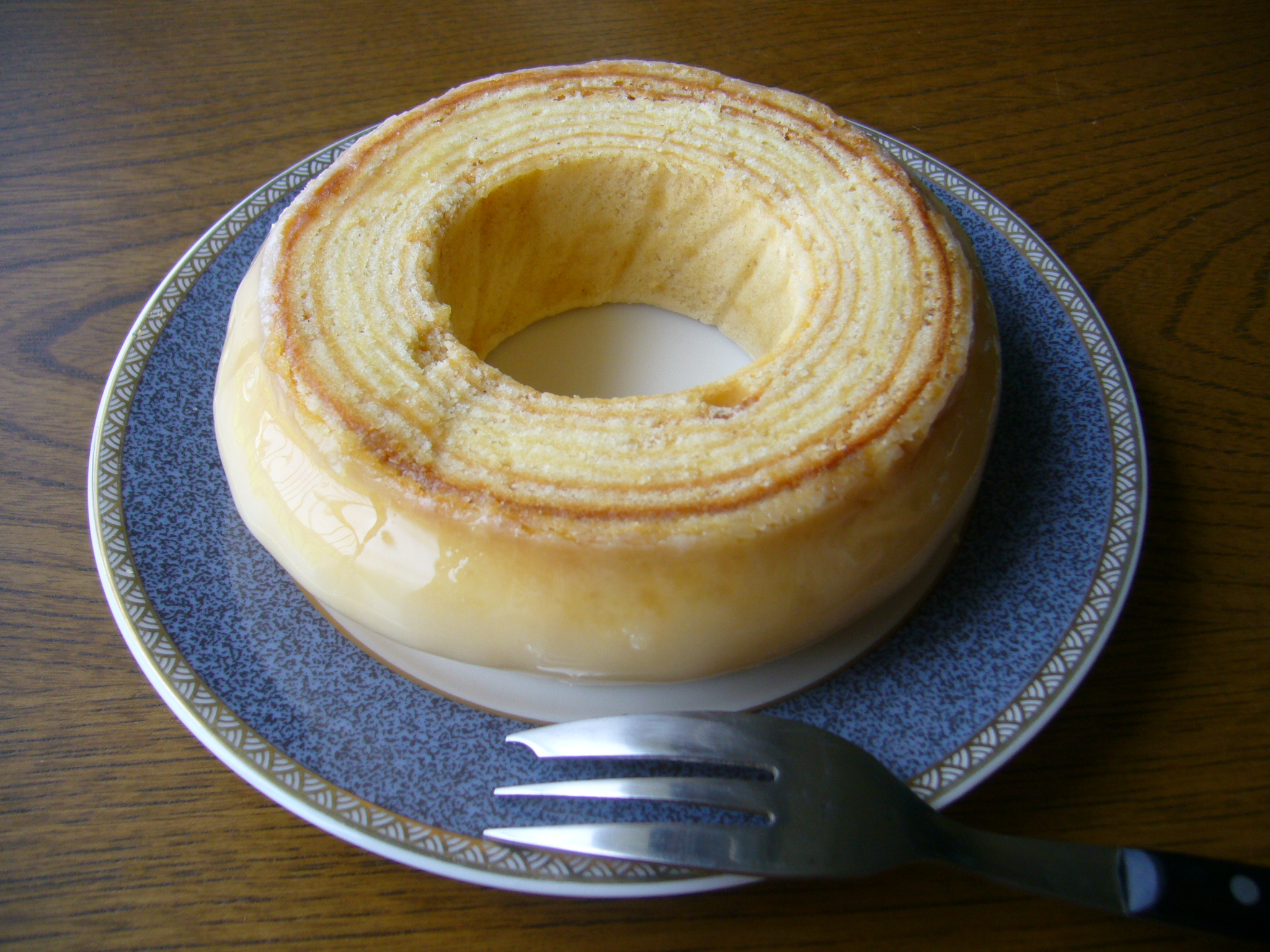
Baumkuchen

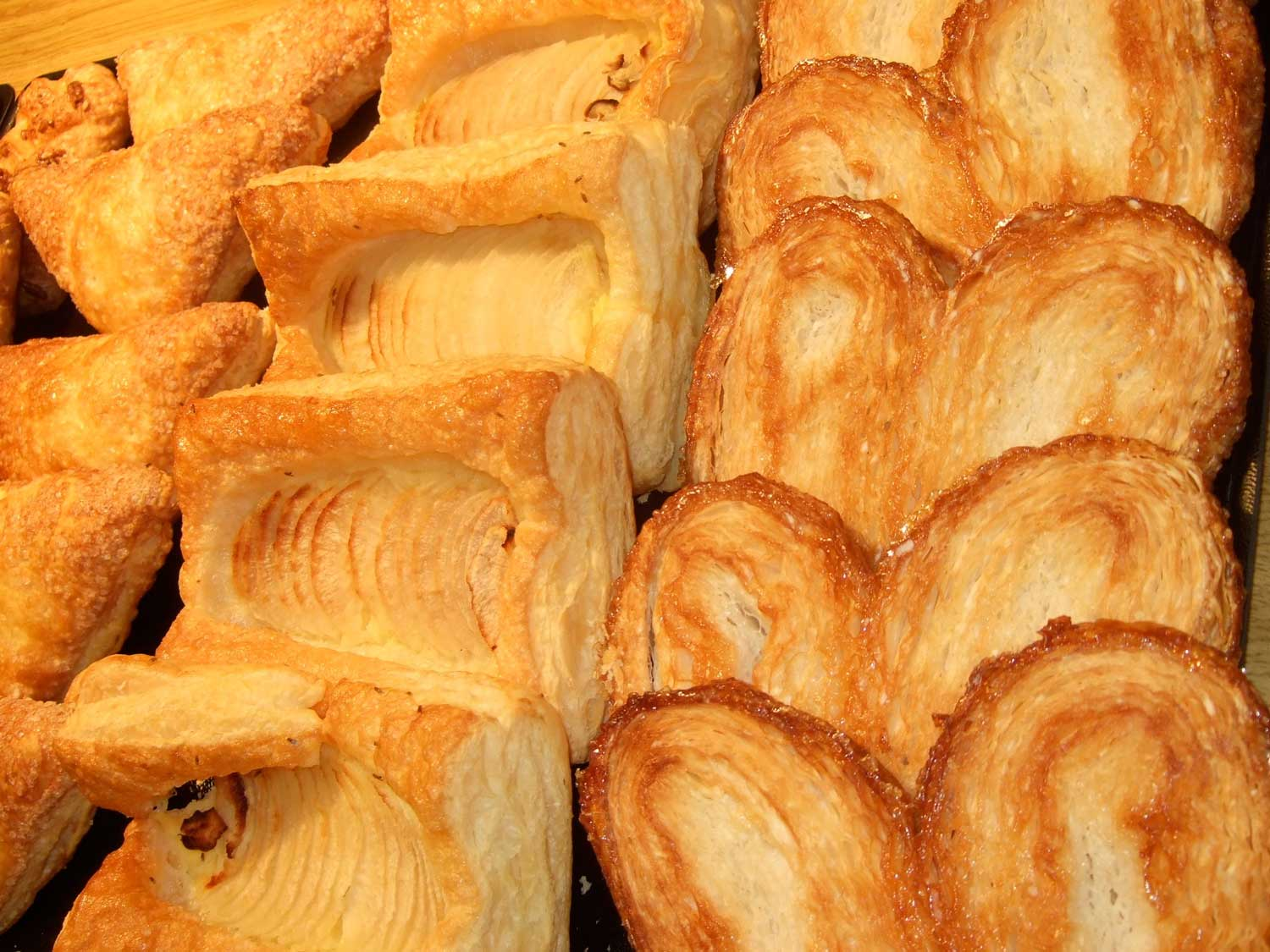
Blätterteiggebäck

Unter feiner Backware (auch: Feingebäck, Feinbackware, international: Viennoiseries) versteht man laut Deutschem Lebensmittelbuch Backwaren, die bezogen auf 90 Teile Getreidemahlerzeugnisse mindestens 10 Teile Fett und/oder Zucker enthalten.

„Feine Backwaren werden aus Teigen oder Massen durch Backen, Rösten, Trocknen, Kochextrusion oder andere Verfahren hergestellt. Die Teige oder Massen werden unter Verwendung von Getreide und/oder Getreideerzeugnissen, Stärken, Fetten, Zuckerarten bereitet. Feine Backwaren unterscheiden sich von Brot und Kleingebäck dadurch, daß ihr Gehalt an Fett und/oder Zuckerarten mehr als 10 Teile auf 90 Teile Getreide und/oder Getreideerzeugnisse und/oder Stärken beträgt.“

Danach zählen auch Dauerbackwaren zum Feingebäck, wenn sie diese Voraussetzung erfüllen. Dauerbackwaren sind feine Backwaren, deren Genießbarkeit durch eine längere, sachgemäße Lagerung nicht beeinträchtigt wird.

## Geschichte

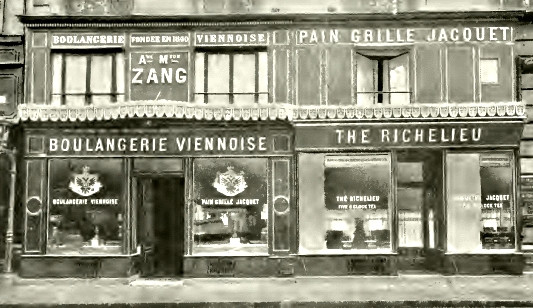
Zangs ehemalige Bäckerei in Paris, 1909 (mit Hinweis auf den Gründer)

Im Jahr 1840 wurde von dem Österreicher August Zang ein Ofen mit Wiener Backmethoden in Frankreich eingeführt, bei welchem das Einbringen von Feuchtigkeit in den Ofen mithilfe von Hochdruckdampfstrahlen dazu führte, dass das Brot schnell aufging, beim Backen eine maximale Oberfläche erreichte und eine dünne goldene Kruste bekam. Die Bäckerei verwendete Wiener Methoden und knetete Weizenmehl mit Milch statt Wasser. Dies begründete eine Tradition der sogenannten „fine pâtisserie“, in Frankreich als „viennoiserie“ bekannt. Daraufhin entstanden lange Brote, die dem Pariser Geschmack nach möglichst knuspriger Kruste entsprachen und zu den klassischen französischen Broten geworden sind.

## Herstellung und Gruppen
Feinbackwaren werden aus Teigen oder Massen durch Backen, Rösten, Trocknung, Frittieren oder Kochextrusion hergestellt. Für Feinbackwaren werden gewöhnlich helle Mehle verwendet (Type 405 oder 550).
Man kann feine Backwaren einteilen in:
- aus Teigen (z. B. Blechkuchen, Plundergebäcke, Lebkuchen, Kekse, Kräcker)
- aus Massen (Gebäcke aus Waffel-, Brand,- Makronen-, Biskuit- oder Wiener Masse)
- Konditoreiware (tortenartige Gebäcke mit Füllungen oder Auflagen)
- Backwaren-Snacks (aus Fein- oder Brotteigen mit süßen oder pikanten Füllungen/Auflagen)
- Getreide-Extrudate (z. B. Mais- oder Erdnussflips, Chips)
- diätetische oder glutenfreie feine Backwaren.[5]

## Besondere Beurteilungsmerkmale
Bestimmte, in den Zutaten von der allgemeinen Definition abweichende, feine Backwaren sind im Deutschen Lebensmittelbuch nach besonderen Beurteilungsmerkmalen definiert:

### Feine Backwaren
1. Baumkuchen, Baumkuchenspitzen, Baumkuchentorte
2. Backwaren aus Wiener Masse (Tortenböden)
3. Sandkuchen
4. Marmorkuchen
5. Königskuchen
6. Königskuchen rheinischer Art
7. Englischer Kuchen
8. Blätterteiggebäck
9. Stollen (Mandel-, Marzipan-, Mohn-, Nuss-, Butter-, Quarkstollen)
10. Bienenstich
11. Butterkuchen
12. Butterstreuselkuchen
13. Plunder
14. Dänischer Plunder
15. Früchtebrot
16. Käsekuchen, Käsetorte (Käse-Sahnetorte)
17. Sahnetorte, Sahnekremtorte
18. Kremtorten (Butterkremtorte)
19. Frankfurter Kranz
20. Schwarzwälder Kirschtorte
21. Sachertorte

### Dauerbackwaren
1. Kekse und Kräcker
2. Laugendauergebäcke
3. Lebkuchen (auch: Oblaten-Lebkuchen, Honigkuchen, Dominosteine, Printen)
4. Backoblaten
5. Waffeldauergebäck
6. Zwieback
7. Dauerbackwaren besonderer Art (Russisch-Brot, Patience-Gebäck und Baiser)
8. Biskuit
9. Makronengebäck
10. Florentiner
11. Nussknacker